# Johannes Pistorius
Johannes Pistorius, latinizzazione del nome di Johann Becker, detto anche Niddanus Junior per distinguerlo dal padre, Johannes Pistorius il Vecchio, detto dal luogo di nascita Niddanus Senior (Nidda, 1546 – Friburgo in Brisgovia, 1608), è stato un religioso tedesco.
Dapprima luterano, si convertì prima al calvinismo e poi, nel 1558, al cattolicesimo, divenendone nel 1581 sacerdote. Dal 1601 fu confessore di Rodolfo II del Sacro Romano Impero.
Autore della polemica Anatomia di Lutero (1598), scrisse anche due opere storiografiche.